# 薬円台
薬円台（やくえんだい）は、千葉県船橋市にある地名。本項では関連地名の薬園台町（やくえんだいちょう）についても併せて記述する。現行行政地名は薬円台が薬円台一丁目から六丁目、薬園台町が薬園台町一丁目のみ。郵便番号は薬円台が274-0077、薬園台町が274-0076。

## 概要
薬園台の地名は、江戸時代に小石川（養生所）の薬草園がこの地に作られたことに由来している。薬草園では主に朝鮮人参などの薬用植物の栽培が行われていた。この薬草園は江戸幕府の命を受けた幕府御医師並の丹羽正伯と同行した日本橋の薬種商桐山太右衛門によって設立されたことから、地元ではこの地域一体を別名正伯新田（しょうはくしんでん）と呼ぶ時もあり、戦前の地図にもその名称を見ることができる。また、薬円台公民館の近くにはこれを記念する「正伯公園」という名称の公園もある。
1889年（明治22年）の町村制施行時には千葉郡二宮町大字薬園台となった。二宮町は1953年（昭和28年）、船橋市に編入され、当地は船橋市大字薬園台となる。1955年、船橋市の郊外地区の「大字」はすべて「町」に変更され、当地は薬園台町1・2丁目となった。
1973年（昭和48年）の住居表示実施時に地名表記が「薬円台」に変更され、薬円台1 - 5丁目となった。1988年には薬円台6丁目が成立し、現在に至る。現在では京成松戸線薬園台駅や千葉県立薬園台高等学校の名称などに旧地名の名残がある。また、同地域には明治天皇にゆかりのある空挺館（旧騎兵連隊御馬見所）と呼ばれる古い西洋館や習志野地名発祥の史跡が残されている。
なお、1955年成立の薬園台町1・2丁目のうち2丁目は1978年に消滅したが、薬園台町1丁目は一部が住居表示未実施地区として残存している（薬円台1丁目の南側）。この町域内には特筆すべき施設・公園等はなく、住宅地が広がるのみである。

### 地価
住宅地の地価は、2014年（平成26年）1月1日の公示地価によれば、薬円台5-14-19の地点で16万円/m2となっている。

## 世帯数と人口
2017年（平成29年）11月1日現在の世帯数と人口は以下の通りである。

### 薬円台
| 丁目         | 世帯数    | 人口     |
| ------------ | --------- | -------- |
| 薬円台一丁目 | 1,090世帯 | 2,312人  |
| 薬円台二丁目 | 773世帯   | 1,907人  |
| 薬円台三丁目 | 1,949世帯 | 3,338人  |
| 薬円台四丁目 | 1,253世帯 | 2,634人  |
| 薬円台五丁目 | 1,402世帯 | 3,085人  |
| 薬円台六丁目 | 1,060世帯 | 2,240人  |
| 計           | 7,527世帯 | 15,516人 |

### 薬園台町
| 丁目           | 世帯数 | 人口  |
| -------------- | ------ | ----- |
| 薬園台町一丁目 | 76世帯 | 181人 |

## 小・中学校の学区
市立小・中学校に通う場合、学区は以下の通りとなる。
| 丁目           | 番地 | 小学校                 | 中学校             |
| -------------- | ---- | ---------------------- | ------------------ |
| 薬円台一丁目   | 全域 | 船橋市立薬円台南小学校 | 船橋市立三田中学校 |
| 薬円台二丁目   | 全域 | 船橋市立薬円台南小学校 | 船橋市立三田中学校 |
| 薬円台三丁目   | 全域 | 船橋市立薬円台南小学校 | 船橋市立三田中学校 |
| 薬円台四丁目   | 全域 | 船橋市立薬円台小学校   | 船橋市立二宮中学校 |
| 薬円台五丁目   | 全域 | 船橋市立薬円台小学校   | 船橋市立二宮中学校 |
| 薬円台六丁目   | 全域 | 船橋市立七林小学校     | 船橋市立七林中学校 |
| 薬園台町一丁目 | 全域 | 船橋市立薬円台南小学校 | 船橋市立三田中学校 |

## 主な施設

### 公共施設
- 薬円台出張所
- 船橋市薬円台公民館
- 船橋市立郷土資料館
- 薬園台郵便局
- 薬園台駅前郵便局
- 船橋市東消防署薬園台出張所

### 教育施設
- 千葉県立薬園台高等学校
- 船橋市立薬円台小学校
- 船橋市立薬円台南小学校
- 大浜幼稚園
- めぐみ保育園
- 恩寵園

### 緑地・公園
- 薬円台公園
- 正伯公園
- 松ヶ崎公園
- 薬円台南公園

### 歴史的な施設・史跡等
- 神明神社
- 空挺館（旧騎兵連隊御馬見所）
- 仲三好屋（旧旅館）
- 東部軍管区教育隊裏門門柱
- 桜並木寄付記念碑

### その他
- 陸上自衛隊習志野駐屯地（旧陸軍騎兵学校）

### 交通機関
- 京成電鉄松戸線：薬園台駅・習志野駅
- 京成バス：薬円台南小学校、薬園台二丁目、薬園台高校前、薬園台一丁目、薬園台駅入口
- ちばレインボーバス：薬円台二丁目、薬園台高校入口、薬円台一丁目、薬園台駅入口

## 文化財

### 市指定
- 観信の墓 附 木造地蔵菩薩像（史跡）
- 明治天皇駐蹕之処の碑 附 習志野地名発祥の地（史跡）